# ザ・ファーム (アルバム)
『ザ・ファーム』（The Firm）は、イギリスのロック・バンド、ザ・ファームが1985年に発表した初のスタジオ・アルバム。

## 背景
「レイディオアクティブ」と「サティスファクション・ギャランティード」ではポール・ロジャースがギターも兼任した。ロジャースによれば、「レイディオアクティブ」のギター・ソロは自分が弾いたとのことで、アレクシス・コーナーから教わった練習曲が元になっているという。なお、ロジャースは後年ソロ名義でのライヴでも「レイディオアクティブ」を歌っており、アルバム『Live in Glasgow』には2006年10月のライヴ録音が収録された。
「ふられた気持」はライチャス・ブラザーズのカヴァー。「ミッドナイト・ムーンライト」は、レッド・ツェッペリン時代のジミー・ペイジが作曲した「スワン・ソング」（アルバム『フィジカル・グラフィティ』制作時のアウトテイク）を改作したもので、ザ・ファーム結成前の1983年末、A.R.M.S.コンサートにおけるペイジとロジャースの共演ステージでも演奏された。

## 反響・評価
バンドの母国イギリスでは、本作が全英アルバムチャートで5週トップ100入りして最高15位を記録し、「レイディオアクティブ」は全英シングルチャートで76位を記録。アメリカでは本作がBillboard 200で17位に達し、第1弾シングル「レイディオアクティブ」はBillboard Hot 100で28位、メインストリーム・ロック・チャートで1位となった。続く「サティスファクション・ギャランティード」はHot 100で73位、メインストリーム・ロック・チャートで4位となり、「クローサー」はメインストリーム・ロック・チャートで19位を記録。
ブライアン・ダウニングはオールミュージックにおいて5点満点中4点を付け「クリス・スレイドはボーナムばりの重厚さでドラムスを叩き、トニー・フランクリンのフレットレスベースのラインと絡み合って、ロジャースのスムースなボーカルとペイジの織り重ねたギターの音色に奥行きをもたらした」「このアルバムは確かに、レッド・ツェッペリンと同等に優れた作品ではないが、この短命に終わったバンドから届けられた最良の作品であり、1980年代を通じて、ペイジの最も首尾一貫した作品となった」と評している。UltimateClassicRock.comの編集長マシュー・ウィルケニングは、「レッド・ツェッペリン後のジミー・ペイジの曲トップ10」を選出した際、本作から「レイディオアクティブ」を10位、「サムワン・トゥ・ラブ」を7位、「ミッドナイト・ムーンライト」を5位、「サティスファクション・ギャランティード」を2位に挙げた。

## 収録曲
特記なき楽曲はジミー・ペイジとポール・ロジャースの共作。曲名の日本語表記は日本盤LP (VIL-6157)及びCD (VDP-1016)に準拠。
1. クローサー - "Closer" - 2:53
2. メイク・オア・ブレイク - "Make or Break" (Paul Rodgers) - 4:22
3. サムワン・トゥ・ラブ - "Someone to Love" - 4:53
4. トゥギャザー - "Together" - 3:54
5. レイディオアクティブ - "Radioactive" (P. Rodgers) - 2:49
6. ふられた気持 - "You've Lost That Lovin' Feeling" (Barry Mann, Cynthia Weil, Phil Spector) - 4:32
7. マネー・キャント・バイ - "Money Can't Buy" (P. Rodgers) - 3:34
8. サティスファクション・ギャランティード - "Satisfaction Guaranteed" - 4:12
9. ミッドナイト・ムーンライト - "Midnight Moonlight" - 9:13

## 参加ミュージシャン
- ポール・ロジャース - ボーカル、ギター
- ジミー・ペイジ - ギター
- トニー・フランクリン - フレットレスベース、シンセサイザー
- クリス・スレイド - ドラムス

アディショナル・ミュージシャン
- スティーヴ・ドーソン - トランペット(#1)
- ドン・ウェラー - テナー・サックス・ソロ(#1)
- ウィリー・ガーネット - テナー・サックス(#1)
- Paul Weimar - バリトン・サックス(#1)
- サム・ブラウン - バッキング・ボーカル(#6, #9)
- ヘレン・チャペル - バッキング・ボーカル(#6, #9)
- ジョイ・イェイツ - バッキング・ボーカル(#6, #9)